# Rubén Riós
Rubén Rodríguez Rodríguez, conocido como Rubén Riós, es un actor y productor gallego de cine y televisión.

## Biografía
Su nombre artístico viene de su pueblo natal, Riós, en la provincia de Orense, donde nació y creció hasta la mayoría de edad y al que hoy en día sigue muy arraigado.Desde pequeño sintió la vocación por el mundo de la interpretación  y cuando cumplió la mayoría de edad decidió estudiar arte dramático durante tres años en la “Escola Municipal de Teatro de Vigo”. Tras finalizar sus estudios comienza su carrera profesional como actor en programas y series de la Televisión de Galicia. 
En el año 2004 surge su gran oportunidad: entra a formar parte del reparto de la serie Libro de familia como Marcos, donde se convierte en uno de los personajes protagonistas. Esta serie fue la que convirtió a Rubén Riós en uno de los actores de mayor proyección de Galicia. 
Continúa su carrera interpretando papeles principales en varios cortometrajes cuando en el año 2007 da el salto a la gran pantalla con la película “Pradolongo” de Ignacio Vilar. 
Este mismo año crea la productora Claqueta Coqueta S.L. en la que es director. Claqueta Coqueta nace con el objetivo de internacionalizar y fomentar la cultura gallega. Desde sus comienzos, este proyecto se caracterizó por su versatilidad a la hora de trabajar y sus áreas de negocio se dividen en producciones audiovisuales y eventos. Hoy en día Claqueta Coqueta es una de las principales productoras a nivel gallego.
A la par que este proyecto nace el Festival do Sétimo Arte, que dos años después con el fallecimiento del profesional y su amigo Abelardo Gabriel (Don Román en Libro de familia) pasa a llamarse Festival das Artes Escénicas de Riós Abelardo Gabriel, que pasa a organizar y dirigir en su pueblo natal.
Otro de los rasgos polifacéticos de Rubén hace que se atreva con la dirección y producción del cortometraje Adeus Edrada? que gana el premio Mestre Mateo al mejor cortometraje gallego, premio que también obtendría con su siguiente trabajo como director en 2009 con la obra Coser e cantar.
En el año 2012 fue el protagonista principal de la película de Vilamor, repitiendo con el director Ignacio Vilar, en el papel de Breixo, un seminarista al que le cambia la vida al entrar en una comuna hippie y enamorarse.
Este mismo año nace el documental "Máis ca vida" y el cortometraje "Vida". Tras años de trabajo en el 2016 se proyectó esta obra por primera vez y actualmente ya tiene un largo recorrido a nivel de Galicia con vista a futuras proyecciones a nivel nacional.
“Mais ca Vida” es un documental que recoge los testimonios reales del día a día de un colectivo de personas con capacidades diferentes y con infinitas ganas de enseñar al mundo de lo que son capaces. "Vida" es la obra de ficción que se convierte en la primera experiencia audiovisual de este grupo. Entrelaza a un reparto artístico de primera categoría como los reconocidos actores Javier Gutiérrez, Cristina Castaño, Mariana Carballal, Estíbaliz Veiga, María Mera e Luis Iglesia entre otros.Trasladaran al espectador de una manera lúdica , enteramente positiva y realista, las diferencias sociales existentes invitando al público a reflexionar.
En este mismo año 2013 recibe el Premio Rebulir de cultura gallega por la defensa del rural y la identidad gallega como recurso en el ámbito audiovisual.
En el 2014 Rubén se convierte en el administrador de Castañam S.L. Esta empresa es una nueva forma de entender la gastronomía y una apuesta por aportar valor al mundo rural.  La abundancia de castaños en Riós les llevó a Rubén y a su familia a interesarse por las posibilidades de la castaña de una forma más innovadora. Es por ello que se atrevieron y dieron con una fórmula para elaborar harina de castaña, convirtiéndose en el producto estrella del proyecto. Actualmente disponen de una tienda propia ubicada en La Coruña y distribuyen una amplia variedad de productos a nivel nacional.
En 2016 crea "Ruralizarte". Se trata de unas jornadas creativas para dar a conocer el talento de los más pequeños en el rural gallego. Esta iniciativa cuenta con dos ediciones (2016-2017) en el que participaron artistas de la talla de Tania Fuegho, Emilio Rúa, Aneu, Estíbaliz Veiga y el colectivo Vella Escola.

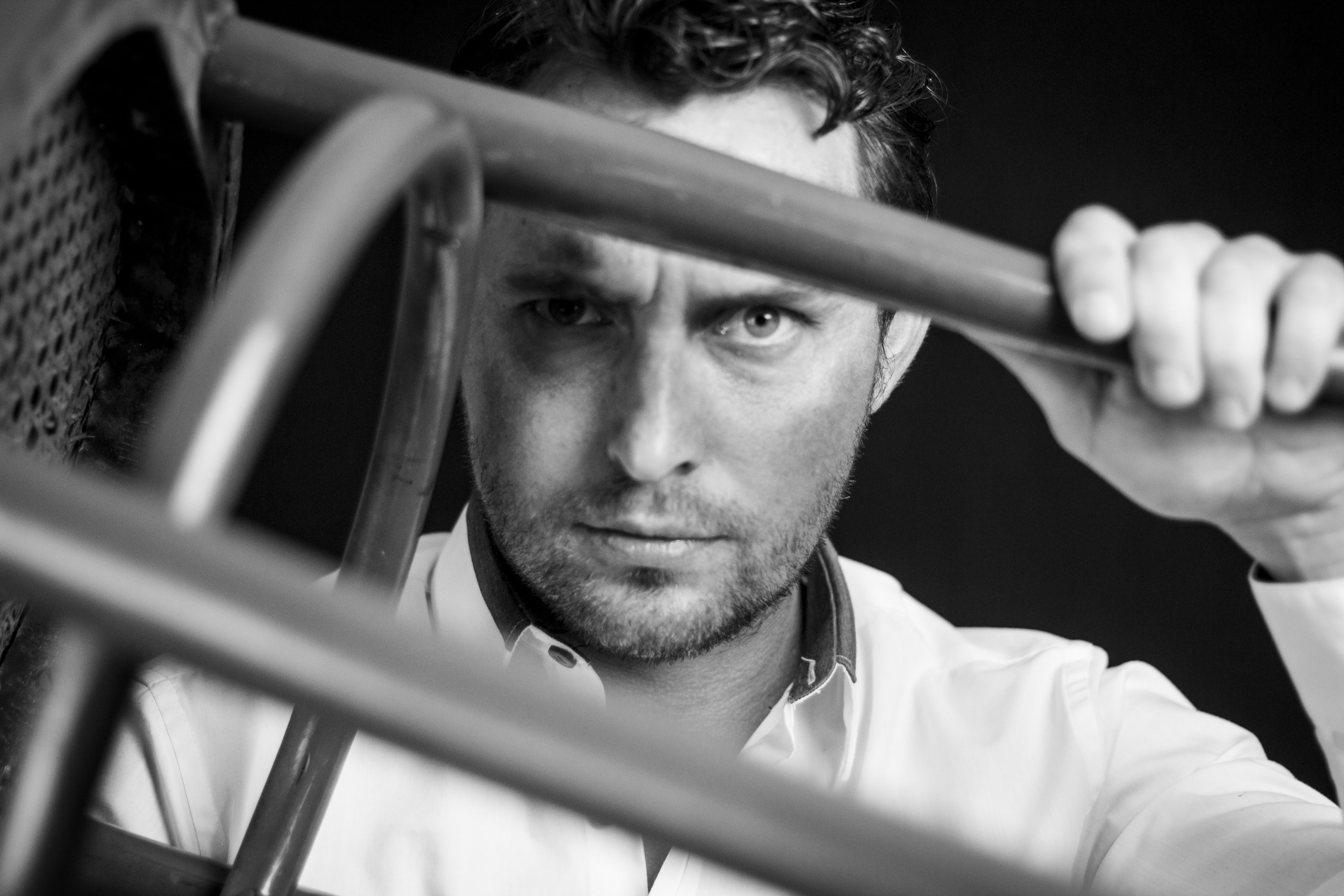

Durante todo este tiempo Rubén no ha parado de crear contenido audiovisual, y hoy en día se encuentra desarrollando nuevos proyectos como productor y director, colabora en galas benéficas y apoya causas sociales, como Espello deportivo o Gala contra el cáncer de Orense, entre otras muchas.

## Participación en programas y series

### Programas
- O rei da comedia (TVG). 2004
- Luar (TVG). 2004
- Supermartes (TVG). 2004
- " Camiños de Irmandade ".2017 ( TVG/ RTP)

## Series de televisión
- Vento Norte (Recados do mundo) (2020)
- Auga Seca (Televisión de Galicia (TVG), Portocabo, SP Televisão) (2020)
- Pardo por la música (Magnetika Films para TVG y Canal Sur,) (2019)
- Urxencia Cero (TVG) (2015)
- Escoba (TVG) (2012)
- Libro de familia (TVG) (2004 -2013)
- Matalobos (TVG) (2009 - 2010)
- Piratas (Telecinco) (2010)
- Pratos combinados (TVG) (2005)

## Cortometrajes
- Nove
- Despois do sol
- Adeus Edrada?
- Mínimo común múltiplo
- Coser e cantar
- La carne cruda
- Vida (2015)

## Documental
- O camiño de Santiago: a orixe na terra das castañas
- Mais ca Vida (2015)
- Outros camiños (2022)

## Telefilmes
- A mariñeira de quilmas
- O bosque de levas

## Filmografía
- Pradolongo (2008) de Vía Láctea Films, como Martiño (protagonista)
- Vilamor (2011) de Vía Láctea Films, como Breixo (protagonista)

## Trabajos de producción
- Mais Ca Vida (2015) de Claqueta Coqueta
- Vida (2015) de Claqueta Coqueta
- Vive en galego (spot publicitario de 2010) para Microsoft. Claqueta Coqueta
- Coser e cantar(2009) de Claqueta Coqueta
- Adeus Edrada? (2007) de Claqueta Coqueta